# Oecidiobranchus glacialis
Oecidiobranchus glacialis is een pissebed uit de familie Desmosomatidae. De wetenschappelijke naam van de soort is voor het eerst geldig gepubliceerd in 1996 door Malyutina & Kussakin.